# Conus cingulum
Conus cingulum é uma espécie de gastrópode do gênero Conus, pertencente a família Conidae.